# Registre des lobbies
Un registre des lobbies, ou registre de transparence, ou registre des lobbyistes au Canada,  Registre de transparence de l'Union européenne, dans l'U,  est une banque de données contenant une liste de lobbyistes actifs, et des caractéristiques de leurs activités. Il est accessible au public, dans un but de lutte contre la corruption (avec l'objectif d'établir la transparence sur les ingérences possibles de groupes d'intérêts envers les parlementaires ou leurs assistants ; plusieurs études ayant suggéré qu'une telle transparence dans le lobbying aboutit à l'abaissement de la corruption. La pratique du lobbying, défini comme l'ensemble des actions visant à influencer les agents publics, notamment les législateurs, varie selon les contextes historiques, culturels et géographiques. C'est une pratique profondément enracinée et perçue plutôt positivement dans les sociétés anglo-saxonnes (aux États-Unis, notamment), mais qui demeure relativement récente et est parfois mal vue en Europe où la demande de transparence a été plus forte. Ce type de registre doit rendre plus perceptible pour le public, les chercheurs, journalistes et ONG qui s'y intéressent les niveaux et degrés  d'intégration du lobbying dans les processus démocratiques. Dans le même temps, les fonctionnaires sont aussi tenus à des règles éthiques concernant le lobbyisme. Selon les pays, la règlementation ou des codes de déontologie des lobbyistes concernent aussi les cadeaux et  "marques d’hospitalité" que le lobbyste doit éviter de faire aux élus ou techniciens qu'il rencontre (par exemple au Canada, « le Code de déontologie des lobbyistes interdit de fournir des cadeaux et des marques d’hospitalité à un fonctionnaire auprès de qui le lobbyste fait du lobbying ou vous envisagez d'en faire », sauf quelques exceptions précisées par le commissariat au lobbying.

## Fonctionnement
Beaucoup d'organisations non gouvernementales (ONG) considèrent que la possibilité de contrôle et de confirmation des activités d'un lobbyste est un prérequis pour un registre effectif. Il est critiqué dans un grand nombre de cas que ceci n'a pas été réalisé. L'enregistrement contraignant à partir de certaines dépenses financières ou à partir d'un certain temps de travail passant avec lobbying doit empêcher une entrave démesurée bureaucratique à l'accès pour les acteurs de petite taille. Un règlement de ce genre est populaire auprès des défenseurs d'un registre des lobbies et il est établi, par exemple, aux États-Unis. Certains pays ont institué des règles ou codes de déontologie des lobbyistes concernant notamment les cadeaux et "marques d’hospitalité" que le lobbyste doit s'abstenir de faire aux élus ou techniciens qu'il rencontre, pour ne pas risquer d'être accusé de corruption.

### Données contenues
La plupart des registres contiennent au moins les données suivantes :
- Identité du lobbyiste
- Client
- Objectif
- Ressources financières à disposition

Une enquête auprès de lobbyistes, exécutée par l'Organisation de coopération et de développement économiques, est arrivée à la conclusion que la plupart d'eux approuvent un registre contraignant et la publication des données mentionnées ci-dessus (sauf pour les données financières).

## Registres des lobbies dans différents pays

### Canada
Au Canada, le lobbying est encadré au niveau fédéral par une Loi sur le lobbying, administrée par un « Commissariat au lobbying ». tout lobbyistes doit s’enregistrer dans un registre public dèslors qu’il compte communiquer avec des titulaires de charges publiques pour influencer des décisions politiques ou législatives. 
Le registre, accessible en ligne, vise à garantir la transparence des activités d’influence et à renforcer la confiance du public dans les institutions démocratiques. Nancy Bélanger, la commissaire au lobbying (agent indépendant du Parlement) veille à la conformité des déclarations et à l’application du Code de déontologie des lobbyistes. À partir de 2026, le seuil d'obligation de déclaration au registre, qui était de 32 heures par mois passe à 8 heures au cours d’une période donnée de quatre semaines consécutives (« y compris le temps consacré à préparer et à participer à des communications orales ainsi qu’à la rédaction des communications écrites à l’intention des titulaires d’une charge publique, au cours d’une période donnée de quatre semaines consécutives »), ce qui entraînera une augmentation du nombre d’organisations et de personnes morales tenues d’enregistrer leurs activités dans le Registre (ce changement ne concerne pas les lobbyistes-conseils, qui doivent enregistrer tout engagement à effectuer du lobbying au nom de leurs clients. « L’interprétation antérieure permettait à une quantité considérable d’activités de lobbying par des lobbyistes salariés de se produire sans être déclarées, et de ce fait, réduisait la transparence. La nouvelle interprétation est cohérente avec les principes de la Loi sur le lobbying, notamment que les Canadiens et les Canadiennes puissent savoir qui fait des activités de lobbying auprès du gouvernement fédéral et sur quels sujets ». 
Au Québec, le Registre des lobbyistes est maintenant géré par l’organisation Lobbyisme Québec, qui a repris cette responsabilité du ministère de la Justice en 2022. La loi québécoise classe les lobbyistes en 3 catégories : Le lobbyiste-conseil, qui agit pour le compte d'un tiers en étant rémunéré ou autrement compensé pour ses services ; il a « 30 jours maximum pour inscrire ses activités au registre des lobbyistes à compter de la date de sa première activité ». Le lobbyiste d’entreprise, quant à lui « occupe un emploi ou une fonction dans une entreprise et exerce des activités de lobbyisme pour celle-ci. S’il en effectue pour une partie importante (de son temps), il doit être inscrit au registre par le plus haut dirigeant de cette entreprise. Ce dernier dispose d’un délai maximal de 60 jours pour faire l’inscription initiale du lobbyiste et de son mandat au registre à compter de la date de la première activité. Par la suite, tout nouveau mandat ou tout changement à un mandat existant devra être publié dans un délai maximal de 30 jours ». Enfin, le lobbyiste d’organisation est défini comme « toute personne dont l’emploi ou la fonction consiste, pour une partie importante, à exercer des activités de lobbyisme pour le compte d’une association ou d’un autre groupement à but non lucratif » (« L’appréciation de la « partie importante » pour déterminer si une personne se qualifie à titre de lobbyiste d’entreprise ou de lobbyiste d’organisation doit reposer sur une analyse de la régularité et de l’intensité des activités de lobbyisme exercées par une personne ». 
Le registre québécois vise à assurer un exercice plus sain et légitime du lobbyisme, en garantissant le droit du citoyen à savoir qui a tenté ou tente d’influencer les décisions publiques.

### France
En France, un premier registre de renseignement a été ouvert en 2009m, ais un nouveau registre de transparence a été mis en ligne en octobre 2013, directement inspiré du modèle européen bruxellois. Toute personne ou organisme qui influe les députés ou la politique française, a la possibilité de s'enregistrer dans le registre pour rendre publique leur travail et leur influence. Il faut indiquer le nom de ses clients, les honoraires perçus pour le seul lobbying au Parlement, les objectifs et missions à remplir ainsi que le chiffre d´affaires ou les montants dépensés en termes de lobbying. 
Y est associé un nouveau code de conduite des représentants d´intérêts, auquel les lobbyistes inscrits doivent se tenir. 
L'inscription sur le registre des représentants d'intérêts donne droit, en contrepartie, à des modalités d'accueil facilitées à l'Assemblée nationale, sur présentation d'une carte spécifique remise aux personnes inscrites sur le registre. Par ailleurs, l'inscription sur le registre sera mentionnée lorsque les représentants d'intérêts auront été auditionnés dans le cadre d'un travail parlementaire : une telle mention permet d'informer les parlementaires, ainsi que les citoyens, du fait que les personnes auditionnées affirment se conformer aux obligations de transparence et de déontologie dans leurs contacts avec la représentation nationale. Cette reconnaissance passe également par la possibilité, pour les représentants d'intérêts inscrits, d'être informés de l'actualité de l'Assemblée nationale par le biais d'outils de veille, ainsi que par la possibilité de mettre en ligne, sur le site Internet de l'Assemblée nationale, des contributions en lien avec le travail parlementaire.
Les types de représentant d´intérêts sont de type[réf. souhaitée] :
- sociétés de conseil ;
- entreprises privées ;
- organisations professionnelles et syndicats ;
- ONG et associations ;
- think tanks et autres groupe de réflexion et de pression ;
- organismes privés de recherche en sciences politiques ;
- certains organismes universitaires ;
- autorités administratives ;
- organisations publiques.

La loi n° 2016-1691 du 9 décembre 2016 relative à la transparence, à la lutte contre la corruption et à la modernisation de la vie économique a confié à la Haute Autorité pour la transparence de la vie publique la création d'un répertoire numérique national des représentants d'intérêts, ce qui a entraîné la disparition du registre de l'Assemblée.

### Union européenne
À l'Union européenne, il existe un registre de transparence facultatif, entré en vigueur en juillet 2011 et qui unit la liste des lobbyistes du Parlement européen et le registre de la Commission européenne. Ce registre indique le nom des lobbyistes, l'organisme, les honoraires perçus pour le lobbying et les buts. En raison du caractère facultatif, le Parlement et la Commission donnent des motifs pour disposer les groupes d'intérêts à s'enregistrer au registre de transparence. Un motif est un badge pour donner un accès durable au Parlement aux groupes d'intérêts inscrits. En cas de non-respect du code de conduite des représentants d'intérêts ou de fourniture de fausses indications d'enregistrement de données, des sanctions peuvent être adoptées, comme la suppression du registre.
Mais selon des critiques, il n´existe pas assez de possibilités de contrôle. De plus, le caractère facultatif est critiqué. Enfin, le Conseil de l'Union européenne n'est pas concerne par l'inscription sur un registre de transparence.

### Allemagne
En Allemagne, il n'existe pas de registre obligatoire des lobbies.
Depuis 1972, les associations peuvent enregistrer dans une liste contenant leurs coordonnées, le directoire et les représentants, leurs intérêts généraux et le nombre de membres. La liste est limitée aux associations et ne contient aucune information sur lobbyistes indépendants, avocats, laboratoires d'idées et ONG. L'enregistrement est facultatif et la possibilité de s'informer sur les ressources financières des lobbyistes n'est pas donnée. Un règlement dictant que l'enregistrement soit le prérequis pour être entendu au parlement a été annulé peu de temps après son entrée en vigueur. C'est pour cette raison que la liste n'est pas regardée comme un moyen pour créer plus de transparence en Allemagne par plusieurs ONG et aussi par l'opposition parlementaire du Bundestag. Multiples propositions de loi concernant l'introduction d'un registre effectif ont été refusées,.

### Belgique
Après plusieurs scandales politico-financiers, la demande publique d'une transparence accrue des affaires publiques a abouti à l'instauration, par la Chambre des représentants, en 2019 d'un registre des lobbys, visant à encadrer le trafic d'influence et à renforcer la confiance citoyenne. Les lobbyistes ont de leur côté professionnalisé leurs pratiques, avec pour beaucoup une transparence accrue dans leurs interactions avec les décideurs politiques.
En Belgique, État fédéral, la complexité institutionnelle ajoute une dimension particulière au lobbying. Le pouvoir de décision étant réparti entre l'autorité fédérale et les entités fédérées, chacune dotée de son propre parlement et gouvernement, les stratégies d'influence doivent s'adapter à une architecture politique multiforme

### Suisse
En Suisse, il n'existe pas de registre des lobbies. Les parlementaires siégeant à l'Assemblée fédérale ont par contre l'obligation de déclarer leurs liens d'intérêts. Pour une meilleure compréhension et une transparence des activités, l'association Lobbywatch tient à jour une base de données permettant d'identifier les lobbies actifs au niveau fédéral.